# 維京出版社
維京出版社（Viking Press）是美國一間著名的出版商，由Harold K. Guinzburg及George S. Oppenheim成立於1925年，1933年發展童書出版部，1975年成為企鵝集團屬下公司，隨著2012年蘭登書屋及企鵝出版集團合組新公司，維京出版社成為了企鵝蘭登書屋的子公司。維京出版社每年出版超過100本書，又曾經為多個重量級作家出書，包括多名諾貝爾文學獎得主。